# Jiali Plaza
La Jiali Plaza (佳丽广场) est un gratte-ciel de bureaux haut de 226 mètres (hauteur du toit) construit dans le centre de la Chine à Wuhan en 1997. Avec la flèche la hauteur maximale et structurale de l'immeuble est de 251 mètres ce qui en fait en 2015 le troisième plus haut immeuble de Wuhan.
Le bâtiment a été conçu par l'agence d'architecture de Hong Kong WMKY Limited.
La surface de plancher de l'immeuble est de 191 400 m2.